# Jolmer van der Sluis
Jolmer van der Sluis (ur. 24 lutego 1984 w Lejdzie) – holenderski wioślarz.

## Osiągnięcia
- Mistrzostwa Świata – Poznań 2009 – ósemka wagi lekkiej – 3. miejsce[1].